# Molly Shannon
Molly Helen Shannon (Shaker Heights, 16 september 1964) is een Amerikaans actrice en comédienne. Ze werd in 2000 genomineerd voor een Primetime Emmy Award samen met de gehele cast van het sketchprogramma Saturday Night Live, waarvan ze 1995 tot en met 2001 deel uitmaakte. In 2013 werd Shannon nogmaals voor deze prijs genomineerd voor haar bijrol als Eileen Foliente in de komedieserie Enlightened. Ze won samen met de gehele cast van de tragikomische film Happiness (1998) daadwerkelijk een National Board of Review Award. Shannon maakte in 1989 haar film- en acteerdebuut debuut als Meg in de drama-horrorfilm The Phantom of the Opera. 

## Carrière
Hoewel Shannon in 1989 haar filmdebuut maakte, wilde het de jaren daarna niet zo vlotten met haar acteercarrière. Tot 1995 was ze afhankelijk van eenmalige gastrolletjes in televisieseries, zoals Twin Peaks, General Hospital en Ellen. Eenmaal opgenomen in de cast van Saturday Night Live raakte het aanbod aan filmrollen in een stroomversnelling. Hoewel de ene titel waarin Shannon sindsdien verscheen beter aansloeg dan de andere, zaten er enkele rake treffers tussen. Zo werd American Splendor genomineerd voor een Oscar en Happiness en Analyze This voor Golden Globes. Daarbij verschijnt ze sinds haar Saturday Night Live-tijd voornamelijk in komedies, zowel in bijrollen als in een enkele hoofdrol, zoals in Year of the Dog.
Shannons tot bloei gekomen filmcarrière betekende niet dat ze televisieseries vaarwel zegde. Zo was ze in 2002 drie afleveringen van Sex and the City te zien als Lily Martin, van 1999 tot en met 2004 in vijf afleveringen van Will & Grace als Val Bassett en van 2004 tot en met 2006 in zes delen van Cracking Up als Lesley Shackleton. Van oktober 2008 tot maart 2009 speelde Shannon titelpersonage Kath Day in de komedieserie Kath & Kim, naast Selma Blair.

## Persoonlijk leven
Shannon zat als vier jaar oud meisje in een auto die betrokken raakte bij een zwaar ongeluk. Daarin verloor ze haar moeder (34), zusje (3) en neef (25). Opgevoed door haar vader, studeerde ze in 1987 af aan de New York University. Twee jaar later maakte in een horrorbewerking van The Phantom of the Opera haar film- en tegelijkertijd acteerdebuut.
Shannon trouwde in 2004 met Fritz Chesnut. Samen waren ze toen al de ouders van dochter Stella Shannon, die in september 2003 geboren werd. In maart 2005 volgde een nieuwe gezinsuitbreiding toen Shannon van zoon Nolan Shannon  beviel.

## Filmografie
*Exclusief televisiefilms
| - Hotel Transylvania: Transformania (2022, stem) - Hotel Transylvania 3 (2018, stem) - Private Life (2018) - Hotel Transylvania 2 (2015, stem) - Trust Me (2013) - Scary Movie 5 (2013) - Hotel Transylvania (2012, stem) - The Five-Year Engagement (2012) - Casa de mi Padre (2012) - Bad Teacher (2011) - What Goes Up (2009) - Igor (2008, stem) - Snow Buddies (2008) - Evan Almighty (2007) - Year of the Dog (2007) - Air Buddies (2006) - Gray Matters (2006) - Talladega Nights: The Ballad of Ricky Bobby (2006) - Little Man (2006) - Marie Antoinette (2006) - Scary Movie 4 (2006) - Shut Up and Sing (2006) - Here Comes Peter Cottontail: The Movie (2005) - 12 days of christmas eve (2004) | - Good Boy! (2003) - My Boss's Daughter (2003) - American Splendor (2003) - The Santa Clause 2 (2002) - Shallow Hal (2001) - Serendipity (2001) - Osmosis Jones (2001) - Wet Hot American Summer (2001) - How the Grinch Stole Christmas (2000) - My 5 Wives (2000) - Superstar (1999) - Never Been Kissed (1999) - Analyze This (1999) - Hôhokekyo tonari no Yamada-kun (1999, stem van Matsuko in de Engelstalige versie My Neighbors the Yamadas) - Daydream Believer (1998) - A Night at the Roxbury (1998) - Happiness (1998) - The Thin Pink Line (1998) - Dinner and Driving (1997) - Lawnmower Man 2: Beyond Cyberspace (1996) - Return to Two Moon Junction (1995) - The Phantom of the Opera (1989) |

## Televisieseries
*Exclusief eenmalige gastrollen
- Getting On - Phyllis Marmatan (2013, drie afleveringen)
- Ghost Ghirls - Joy Button (2013, drie afleveringen)
- The Middle - Janet (2011-2013, twee afleveringen)
- Enlightened - Eileen Foliente (2013, vier afleveringen)
- Web Therapy - Kirsten Noble (2012, twee afleveringen)
- Up All Night - Nancy (2011-2012, twee afleveringen)
- Neighbors from Hell - Tina Hellman (2010, tien afleveringen)
- Glee - Brenda Castle (2010, twee afleveringen)
- Saturday Night Live - Verschillende (1995-2010, 118 afleveringen)
- Web Therapy - Kirsten Noble (2010, drie afleveringen)
- Kath & Kim - Kath Day (2008-2009, zeventien afleveringen)
- American Dad! - stem Kristy (2005-2007, drie afleveringen)
- Cracking Up - Lesley Shackleton (2004-2006, acht afleveringen)
- Will & Grace - Val Bassett (1999-2004, vijf afleveringen)
- Sex and the City - Lily Martin (2002, drie afleveringen)
- In Living Color - Verschillende (1992-1993, vijf afleveringen)

- Bibsys: 12003229
- Bibliothèque nationale de France: cb14513595d (data)
- Gemeinsame Normdatei: 1082324078
- International Standard Name Identifier: 0000 0000 4556 8100
- Library of Congress Control Number: no99072004
- MusicBrainz: 3f17aa52-d43c-46e2-9aec-228259ceb912
- Nationale Bibliotheek van Tsjechië: xx0209015
- Nationale Bibliotheek van Israël: 987007344729205171
- Nationale Bibliotheek van Polen: a0000001650669
- Nederlandse Thesaurus van Auteursnamen: 270805338
- SNAC: w6933g11
- Système universitaire de documentation: 166227285
- Virtual International Authority File: 15005472
- WorldCat: E39PBJtX9PrbCwd7rb9hgtB9Dq